# Юрчик, Стив
Стивен Дж. Юрчик (англ. Stephen G. Jurczyk; 20 февраля 1962, Нью-Йорк, Нью-Йорк — 23 ноября 2023, Фредериксберг, Виргиния) — американский инженер, в 2021 году возглавлял администрацию НАСА. Ранее работал в Исследовательском центре Лэнгли в Хэмптоне, штат Вирджиния.

## Образование и карьера
Юрчик — выпускник Университета Вирджинии, где он получил степень бакалавра и магистра электротехники соответственно в 1984 и 1986 годах. Был младшим научным сотрудником Американского института аэронавтики и астронавтики.
Юрчик начал свою карьеру в НАСА в 1988 году в Исследовательском центре Лэнгли в отделении электронных систем в качестве инженера по проектированию, интеграции и тестированию, где разрабатывал космические системы дистанционного зондирования Земли. С 2002 по 2004 год Юрчик был техническим директором, а с 2004 по 2006 год — директором по исследованиям и технологиям в Лэнгли. С августа 2006 года Юрчик занимал должность заместителя директора центра Лэнгли. В мае 2014 года Юрчик был назначен директором Исследовательского центра Лэнгли НАСА. Там он возглавил первый полевой центр НАСА.
После Лэнгли Юрчик с июня 2015 года был заместителем администратора Управления космических технологий. В мае 2018 года Юрчик стал помощником администратора НАСА.
После отставки Джима Бриденстайна 20 января 2021 года по 30 апреля 2021 года он был исполняющим обязанности администратора НАСА.